# ستيريون صولجاني
ستيريون صولجاني (الاسم العلمي:Satyrium sceptrum) هو نوع من النباتات يتبع جنس الستيريون من الفصيلة السحلبية.